# Бывает и хуже (сезон 1)
Первый сезон американского ситкома «Бывает и хуже», премьера которого состоялась на канале ABC 30 сентября 2009 года, а заключительная серия вышла 19 мая 2010 года, состоит из 24 эпизодов.

## В ролях
| - Патриция Хитон — Фрэнсис «Фрэнки» Хэк - Нил Флинн — Майкл «Майк» Хэк мл. - Чарли Макдермотт — Аксель Хэк - Иден Шер — Сью Хэк - Аттикус Шаффер — Брик (Блок) Хэк |

## Эпизоды
| № общий | № в сезоне | Название                                          | Режиссёр                   | Автор сценария               | Дата премьеры    | Произв. код | Зрители в США (млн) |
| --- | ---------- | ------------------------------------------------- | -------------------------- | ---------------------------- | ---------------- | ----------- | ------------------- |
| 1 | 1          | «Pilot» «Пилот»                                   | Джули Энн Робинсон         | Диэнн Хелайн и Эйлин Хейслер | 30 сентября 2009 | 276047      | 8,71                |
| Фрэнки изо всех сил борется за работу продавца машин, так как до сих пор не продала ни одной. Ей наконец-то кажется, что она совершила первую сделку, но автомобиль угоняют у неё на глазах. Тем временем Сью становится частью школьного хора, но как закулисный работник. Брик хочет чтобы Фрэнки пришла в школу, одетая для презентации как супергерой, но не говорит ей правильный день. |            |                                                   |                            |                              |                  |             |                     |
| 2 | 2          | «The Cheerleader» «Болельщица»                    | Ли Шаллат-Чемел            | Диэнн Хелайн и Эйлин Хейслер | 7 октября 2009   | 3X5701      | 6,79                |
| У Фрэнки голова идёт кругом: сушилка сломалась и пора платить по кредитам. В отчаянной попытке сохранить работу и привлечь клиентов, Фрэнки наполняет машину конфетами, из-за чего у той ломаются двери. Сью не попадает в команду по плаванью и осознаёт, что ей нужны очки. Семья не может оплатить библиотечный штраф и Брику приходится «взаимодействовать с социумом». Аксель отбывает одно из классических наказаний Майка. |            |                                                   |                            |                              |                  |             |                     |
| 3 | 3          | «The Floating Anniversary» «Запущенная годовщина» | Гейл Манкусо               | Роб Улин                     | 14 октября 2009  | 3X5703      | 6,77                |
| Романтический отдых (включающий в себя номер в гостинице и выбор ковра) в честь годовщины свадьбы, который Фрэнки и Майк долго планировали, приходится отменить из-за болезни Брика. Сью влюбляется и не знает, как признаться в этом мальчику, Аксель получает ученические права, а ненормальные тётки Фрэнки (и их собака) требуют постоянного внимания. |            |                                                   |                            |                              |                  |             |                     |
| 4 | 4          | «The Trip» «Поездка»                              | Ли Шаллат-Чемел            | Джана Хантер и Митч Хантер   | 21 октября 2009  | 3X5704      | 6,53                |
| Сью зарабатывает тысячи долларов для школы, продавая сосиски и сыр, чтобы выиграть бесплатную поездку в Индианаполис, но в списке победителей её не оказывается. Фрэнки требует, чтобы дочь боролась за свои права. После того как Сью садится в экскурсионный автобус, становится понятно, что Фрэнки забыла отправить заявку, Сью злится, и у неё появляется голос, чтобы настоять на своём. У Брика появляется подружка, с которой он пытается расстаться с помощью советов Акселя, но когда это не удаётся, он просит отца вмешаться. |            |                                                   |                            |                              |                  |             |                     |
| 5 | 5          | «The Block Party» «Уличный праздник»              | Кен Уиттингем              | Алекс Рид                    | 28 октября 2009  | 3X5702      | 6,49                |
| Школьный психолог говорит, что у Брика «социальные трудности» и Майк пытается помочь ему найти друзей, записав в баскетбольную команду. Когда эта идея проваливается, Майк открывает талант Брика, который может помочь ему выиграть гонку квартала на газонокосилках. Сью пробуется на подавальщицу мячей в команде по теннису. Фрэнки одержима идеей получить старую футболку Акселя, так как остальные члены команды подарили футболки матерям. Аксель отдаёт футболку Сью после того, как она проваливает испытания.                  |            |                                                   |                            |                              |                  |             |                     |
| 6 | 6          | «The Front Door» «Входная дверь»                  | Майкл Спиллер              | Расс Вуди                    | 4 ноября 2009    | 3X5705      | 6,04                |
| Аксель игнорирует просьбы и приказы родителей, поэтому, когда он случайно ломает входную дверь (которую Майк не чинит уже третий месяц), Фрэнки поддерживает Майка в стремлении заставить Акселя отремонтировать дверь. На работе Фрэнки должна продать машину в течение недели, или ей придется привлекать клиентов в салон в костюме собаки. Сью не нравится школьная фотография, и она решает сделать новый снимок, который получается хуже прежнего.                                                                                  |            |                                                   |                            |                              |                  |             |                     |
| 7 | 7          | «The Scratch» «Царапина»                          | Венди Станцлер и Алекс Рид | Диэнн Хелайн и Эйлин Хейслер | 18 ноября 2009   | 3X5706      | 7,06                |
| Торопясь собрать мусор по дому в день вывоза мусора, Фрэнки случайно попадает пивной бутылкой по руке Брика. Фрэнки и Майку приходится общаться с полицией и соцработником, после того как Брик рассказывает о случае дежурному учителю. Дела идут всё хуже и хуже, когда оказывается, что социальный работник – бывшая Майка, о которой он забыл. Боб снимает новую рекламу автосалона для мистера Элерта. |            |                                                   |                            |                              |                  |             |                     |
| 8 | 8          | «Thanksgiving» «День Благодарения»                | Майкл Спиллер              | Виджал Пател                 | 25 ноября 2009   | 3X5707      | 6,00                |
| Фрэнки должна работать в День благодарения, поэтому Майк не приглашает своего отца на ужин, Аксель пытается уехать кататься на сноуборде, а Брик хочет посетить лабиринт из кукурузы. Фрэнки отменяет День благодарения. Майк и дети пытаются сами организовать День благодарения для неё. У Сью появляется парень, который по мнению окружающих - гей. |            |                                                   |                            |                              |                  |             |                     |
| 9 | 9          | «Siblings» «Родные»                               | Барнет Келлман             | Роб Улин                     | 2 декабря 2009   | 3X5708      | 6,19                |
| Фрэнки видит как милы друг с другом дети Донахью и осознаёт необходимость перемен в собственной семье. Она пытается сплотить семью с помощью совместного ужина и времяпрепровождения. Майку приходится уволить тётю Эди, которая помогает с бухгалтерией карьера, из-за ошибок с чеками. |            |                                                   |                            |                              |                  |             |                     |
| 10 | 10         | «Christmas» «Рождество»                           | Реджинальд Худлин          | Рой Браун                    | 9 декабря 2009   | 3X5709      | 7,69                |
| Майк берёт на себя подготовку празднования Рождества, чтобы Фрэнки сосредоточилась на репетициях соло к рождественской службе в церкви. Майк с детьми проспали и едва не пропускают выступление Фрэнки. |            |                                                   |                            |                              |                  |             |                     |
| 11 | 11         | «The Jeans» «Джинсы»                              | Джейми Баббит              | Джана Хантер и Митч Хантер   | 6 января 2010    | 3X5710      | 7,55                |
| Фрэнки покупает Сью дорогие джинсы, а Майк Акселю – дешёвую машину. Брик хочет заботиться о собаке родственниц, и родители нехотя соглашаются. |            |                                                   |                            |                              |                  |             |                     |
| 12 | 12         | «The Neighbor» «Сосед»                            | Ли Шаллат-Чемел            | Джана Хантер и Митч Хантер   | 6 января 2010    | 3X5711      | 8,17                |
| Рита Глосснер (Брук Шилдс) – курильщица с непростой жизнью, соседи считают её злобной и агрессивной. Сью ссорится с её сыновьями-хулиганами. Фрэнки противостоит Рите и обнаруживает, что многие вещи в гараже Глосснеров украдены у Хэков и их соседей. |            |                                                   |                            |                              |                  |             |                     |
| 13 | 13         | «The Interview» «Собеседование»                   | Кен Уиттингем              | Виджал Пател                 | 13 января 2010   | 3X5712      | 5,95                |
| Майк находит кости динозавра в карьере. К сожалению, карьер закрывают для исследования находки, и Майк временно лишается работы. Пытаясь найти другую, он обнаруживает, что собеседования при приёме на работу изменились за последние двадцать лет. |            |                                                   |                            |                              |                  |             |                     |
| 14 | 14         | «The Yelling» «Крик»                              | Эллиот Хигарти             | Роб Улин                     | 3 февраля 2010   | 3X5713      | 7,32                |
| Майк временно работает вместе с Бобом в ночную смену. Посмотрев видеозапись, Фрэнки пытается меньше кричать на детей. |            |                                                   |                            |                              |                  |             |                     |
| 15 | 15         | «Valentine's Day» «День Святого Валентина»        | Крис Кох                   | Брюс Расмуссен               | 10 февраля 2010  | 3X5714      | 7,83                |
| Романтический ужин Фрэнки и Майка на День святого Валентина по большей части оказывается неудачным. Брик впервые приглашён с ночевкой к одному из членов «класса для развития социальных навыков», который притворяется котом. Карли, подруга Сью, расцветает после того, как ей снимают брекеты; подруг приглашают на вечеринку, на которой будут мальчики. Аксель с друзьями планируют провести вечер вместе с девушками, но те не приходят.                                                                                            |            |                                                   |                            |                              |                  |             |                     |
| 16 | 16         | «The Bee» «Конкурс орфографии»                    | Кен Уиттингем              | Эйлин Хейслер и Диэнн Хелайн | 3 марта 2010     | 3X5717      | 6,02                |
| Брик выигрывает школьный орфографический конкурс, и Майк в восторге от его таланта. Родные забыли о дне рождения Сью, и Фрэнки пытается исправить ситуацию во время поездки в Чикаго. |            |                                                   |                            |                              |                  |             |                     |
| 17 | 17         | «The Break-Up» «Расставание»                      | Венди Станцлер             | Виджал Пател                 | 10 марта 2010    | 3X5715      | 6,32                |
| Девушка Акселя (Алекса Вега) неожиданно бросает его. После просмотра фильмов о зомби Сью и Брику снятся кошмары. |            |                                                   |                            |                              |                  |             |                     |
| 18 | 18         | «The Fun House» «Прикольный дом»                  | Крис Кох                   | Рой Брайн                    | 24 марта 2010    | 3X5716      | 7,16                |
| Босс Фрэнки нанимает Эбби, специалиста по мотивации (Эми Седарис). Дом Хэков ненадолго становится самым популярным в округе. |            |                                                   |                            |                              |                  |             |                     |
| 19 | 19         | «The Final Four» «Финал четырёх»                  | Алекс Рид                  | Роб Улин                     | 31 марта 2010    | 3X5719      | 6,23                |
| Майк получает билеты на финал соревнований по бейсболу, но трагедия в семье может изменить его планы. |            |                                                   |                            |                              |                  |             |                     |
| 20 | 20         | «TV or Not TV» «ТВ или не ТВ»                     | Ли Шаллат-Чемел            | Виджал Пател                 | 14 апреля 2010   | 3X5718      | 6,70                |
| Пока у Майка нет работы, долги Хэков растут, и им приходится отказаться от кабельного телевидения. Дети поначалу недовольны, но находят чем заняться, Фрэнки и Майку без телевизора приходится сложнее. Сью мечтает о карьере модели и начинает копить деньги на фотосъёмку. Брика и его застенчивых друзей вынуждают проводить перемену среди шумных «обычных» детей. Фрэнки выигрывает джек-пот в бинго. |            |                                                   |                            |                              |                  |             |                     |
| 21 | 21         | «Worry Duty» «Вахта беспокойства»                 | Ли Шаллат-Чемел            | Брюс Расмуссен               | 28 апреля 2010   | 3X5720      | 7,10                |
| Аксель снова встречается с Морган, которую Фрэнки считает раздражающей и манипулирующей. Брик становится "мамой" для цыплёнка. Семья посещает пикник, организованный скупым боссом Фрэнки. |            |                                                   |                            |                              |                  |             |                     |
| 22 | 22         | «Mother's Day» «День Матери»                      | Барнет Келлман             | Митч Хантер и Джана Хантер   | 5 мая 2010       | 3X5721      | 6,75                |
| День матери для Фрэнки - лихорадочный и выматывающий праздник, не идущий ни в какое сравнение с празднованием Дня отца. Сью мучает совесть из-за украденного в магазине магнита. Надеясь отпраздновать День матери правильно, Фрэнки и Сью отправляются к матери Фрэнки (Марша Мейсон), которая недовольна визитом, так как хотела провести день в одиночестве. |            |                                                   |                            |                              |                  |             |                     |
| 23 | 23         | «Signals» «Знаки»                                 | Джейми Баббит              | Диэнн Хелайн и Эйлин Хейслер | 12 мая 2010      | 3X5722      | 7,49                |
| Майк и Брик пытаются стать общительнее и попадают в странные ситуации. Сью очарована пастором-гитаристом преподобным ТимТомом. Аксель надеется увидеть девушек в бикини на барбекю-вечеринке, но это если погода наладится. |            |                                                   |                            |                              |                  |             |                     |
| 24 | 24         | «Average Rules» «Посредственность рулит»          | Венди Станцлер             | Диэнн Хелайн и Эйлин Хейслер | 19 мая 2010      | 3X5723      | 7,55                |
| Встреча с учителями детей заставляет Фрэнки волноваться: она узнает, что Аксель талантлив, но не прикладывает усилий; учительница Сью её не помнит; Брик может остаться на второй год, так как должен вернуть школьному библиотекарю (Бетти Мэрион Уайт) больше тридцати книг. Сью в восторге, что её приняли в школьную команду по кроссу. |            |                                                   |                            |                              |                  |             |                     |